# Universität von Timbuktu

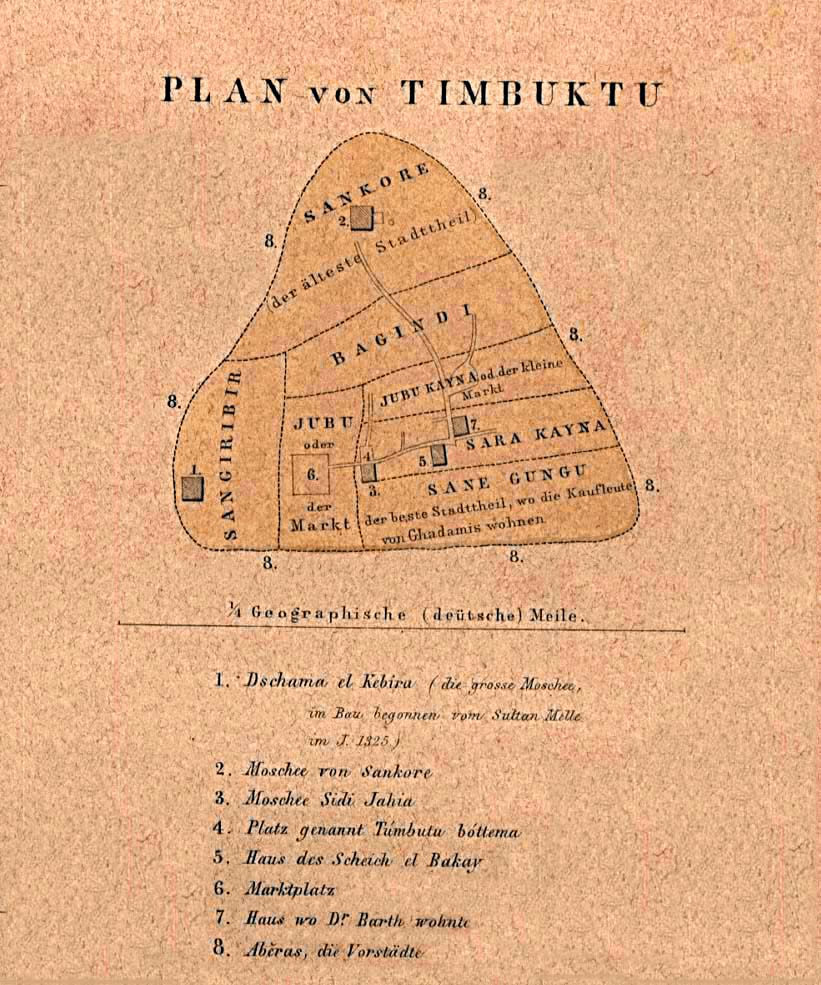
Die Karte der drei größten Moscheen in Timbuktu

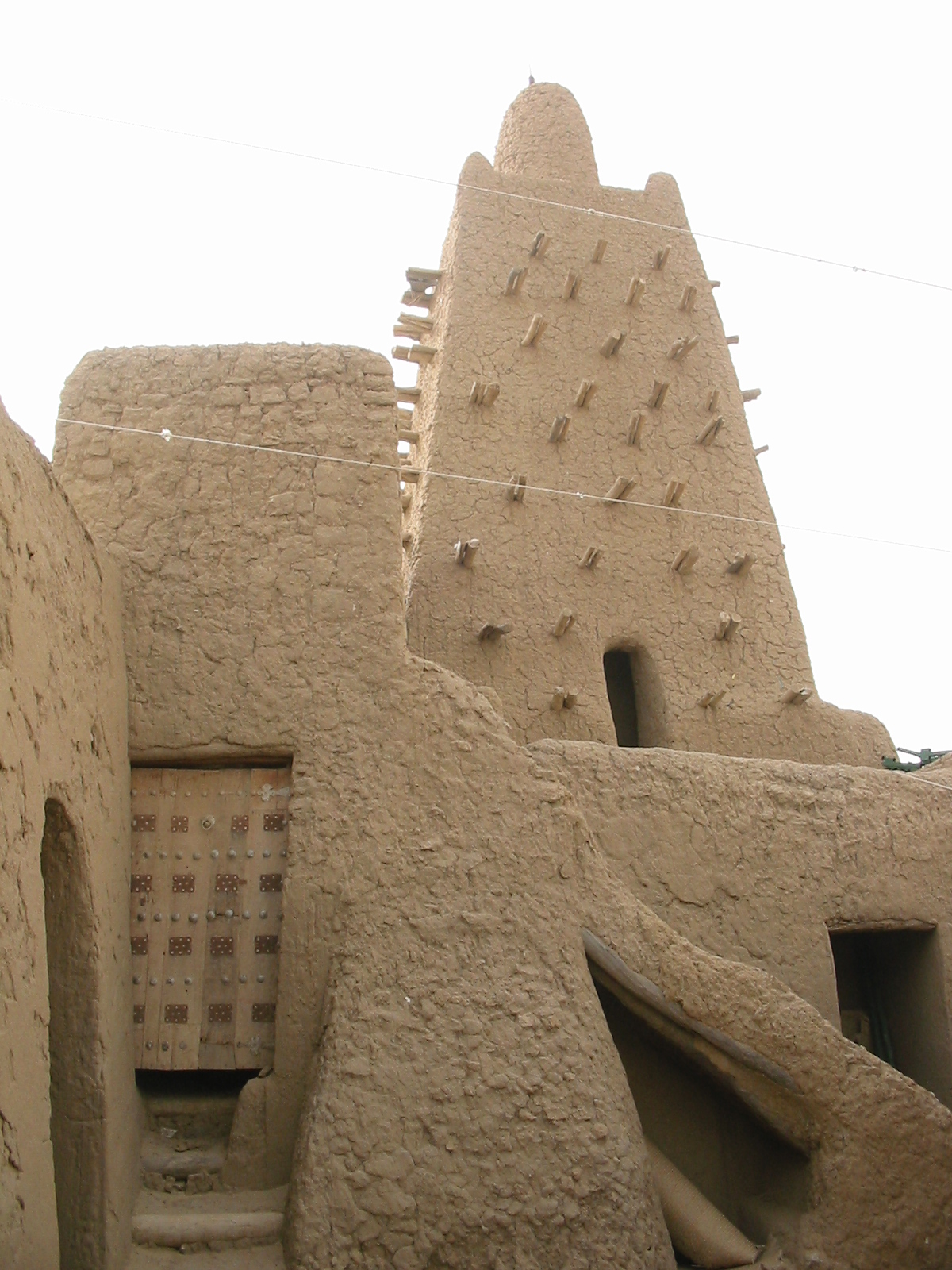
Djinger-ber-Moschee (ca. 2005)

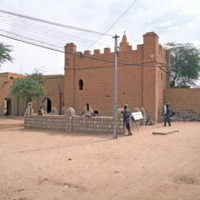
Die Nordfassade der Sidi-Yahia-Moschee (ca. 2012)

Die Universität von Timbuktu war die Ez-Zitouna-Universität, gegründet 732 n. Chr. in Timbuktu (heute Mali). Sie wurde als Al-Zaytuna-Moschee zu Bildungszwecken gegründet. Sie gilt als eine der ersten Universitäten der Welt (u. a. die Universität al-Qarawīyīn wurde noch früher gegründet) und erstreckte sich auf insgesamt drei Moscheen, namentlich die Djinger-ber-, die Sankoré- und die Sidi-Yahia-Moschee. Eine große Rolle nahm sie vor allem im Mittelalter ein, wo sie zum modernen Verständnis diverser Fachrichtungen beitrug. Nach der Schlacht von Tondibi 1591 und der Eroberung von Timbuktu verließen viele Studierende die Stadt. 1593 ließ Sultan Ahmad al-Mansur viele verbliebene Studenten ausweisen, inhaftieren oder töten. Danach verlor die Universität an Bedeutung.

## Fachbereiche
Primär unterrichtete Fächer waren:
- Geographie
- Astronomie
- Medizin
- Geschichte

## Aktuelle Situation
Nachdem die Universität nach 1593 bereits in Vergessenheit geraten war und an Bedeutung verloren hatte, wurde sie im Jahr 2013 zur Zielscheibe der radikalen Gruppierung al-Qaida im Maghreb, als diese den Norden von Mali einnahm und dabei vielerlei Manuskripte vernichtete, um ihre Auffassung des Dschihad – und somit einer eigenen islamischen Gesellschaft – durchzusetzen. Dennoch gelang es durch Privatpersonen, diese in die Hauptstadt Bamako zu bringen, in welcher der Initiator der Aktion Abdel Kader Haidara eine Familienbibliothek besaß, die ebenfalls weitere Texte und Manuskripte enthielt. Auf diese Weise wurden zwischen 2013 und 2014 über 2000 Manuskripte gerettet.